# Acreúna
Acreúna är en kommun i Brasilien.   Den ligger i delstaten Goiás, i den centrala delen av landet, 300 km sydväst om huvudstaden Brasília. Antalet invånare är 20 283.
Omgivningarna runt Acreúna är huvudsakligen savann. Runt Acreúna är det glesbefolkat, med 13 invånare per kvadratkilometer.